# Giacomo Manzoni
Giacomo Manzoni (* 26. September 1932 in Mailand) ist ein italienischer Komponist und Musikpädagoge.
Manzoni spielte in seiner Kindheit Ziehharmonika, später hatte er Klavierunterricht. Ab 1948 war er am Liceo musicale von Messina Schüler von Gino Contilli, einem Pionier der Dodekaphonie in Italien. Von 1950 bis 1954 studierte er Komposition am Konservatorium von Mailand, daneben deutsche Sprache an der Fakultät für Fremdsprachen der Universität Mailand. Nach einem Studienaufenthalt in Tübingen promovierte er 1955 mit einer Arbeit in deutscher Sprache über Die Rolle der Musik im Werke Thomas Manns.
1956 und 1957 setzte sich Manzoni bei den Darmstädter Ferienkursen mit dem Serialismus auseinander. 1960 wurde am Teatro delle Novità in Bergamo seine Oper La sentenza uraufgeführt, die den Höhepunkt seines seriellen Schaffens darstellte. Ein freierer und expressiverer Umgang mit dem musikalischen Material findet sich in der Oper Atomtod (1965), die Claudio Abbado im selben Jahr am Teatro alla Scala aufführte,  und in Ombre: alla memoria di Che Guevara. Als drittes musiktheatralischer Werk entstand 1975 Per Massimiliano Robespierre, 1977 komponierte er Masse: omaggio a Edgard Varèse.
Basierend auf dem Roman von Thomas Mann komponierte Manzoni zwischen 1984 und 1988 die Oper Doktor Faustus, die 1989 am Teatro alla Scala uraufgeführt wurde. Nach Texten von Friedrich Nietzsche entstand 1992 Il deserto cresce, ein Werk für Chor und Orchester. Als weiteres Chorwerk komponierte er 1997 Moi, Antonin A, nach Texten von Antonin Artaud. Als Auftragswerk des Orchestra Sinfonica Nazionale della RAI entstand 2002 Oh Europa für Solostimme und Orchester. 2007 wurde Manzoni mit dem Goldenen Löwen der Biennale Musica di Venezia ausgezeichnet.
Neben seiner Tätigkeit als Komponist war Manzoni auch stets als Musikpädagoge, am Mailänder Konservatorium uninformiert in Bologna aktiv. Zu seinen Schülern zählen u. a. Fabio Vacchi, Adriano Guarnieri, Gilberto Cappelli und Riccardo Nova. Von 1958 bis 1966 arbeitete er als Kritiker für die Zeitschrift Unità und wirkte als Redakteur an der Enciclopedia della Musica von Ricordi mit. Zudem trat er als Übersetzer der musiktheoretischen Schriften Arnold Schönbergs und Musikessays Theodor W. Adornos hervor.